# Parafia św. Marii Magdaleny w Jaraczewie
Parafia Świętej Marii Magdaleny – rzymskokatolicka parafia znajdująca się w Jaraczewie. Parafia należy do archidiecezji poznańskiej i dekanatu boreckiego. Została utworzona w XIII w.